# VR Sm2 sorozat

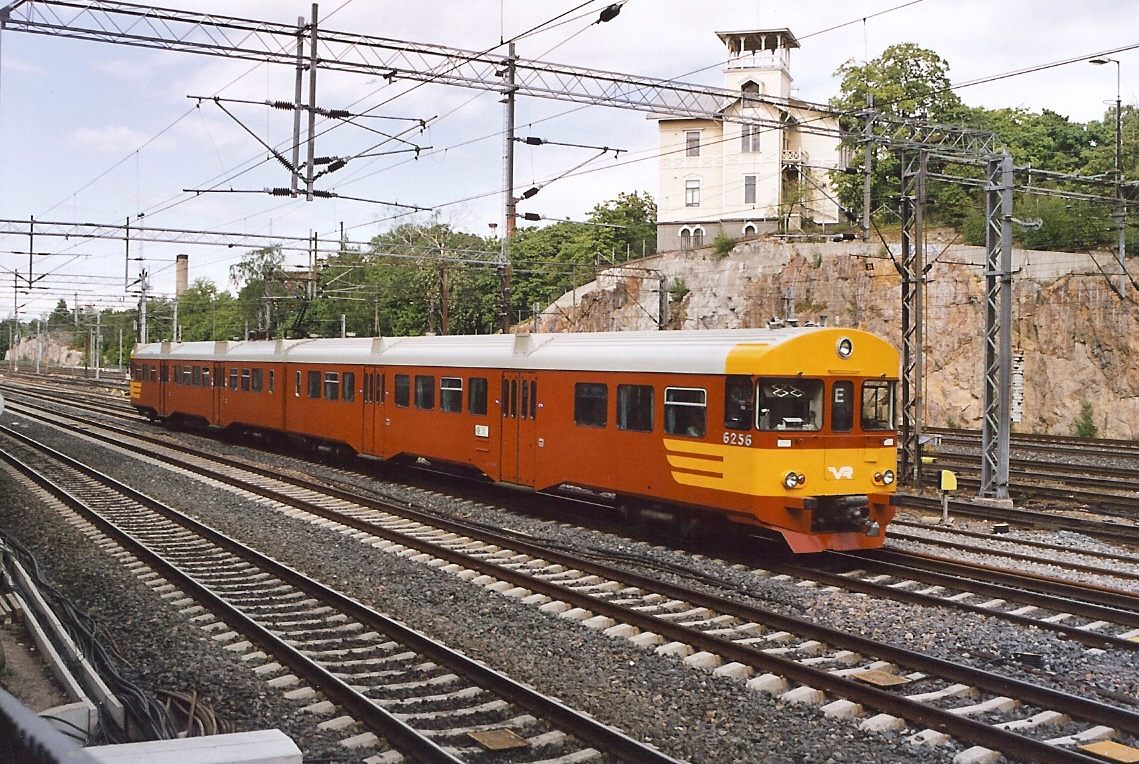
A motorvonat korábbi festése

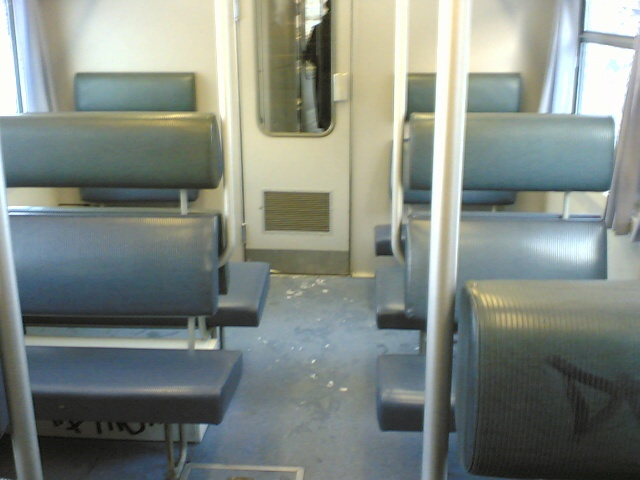
A motorvonat belseje az átépítés előtt

A VR Sm2 sorozat egy kétrészes Bo'Bo' + 2'2' tengelyelrendezésű finn villamos motorvonat-sorozat. Összesen 50 darabot gyártott belőle a Valmet 1975 és 1981 között. Jelentős felújításon estek át a 2000-es évek során. Jelenleg a Helsinki környéki elővárosi hálózaton üzemelnek.